# スイス国鉄Te I形電気機関車

入換用の標準タイプであるTe^{I} 17号機）

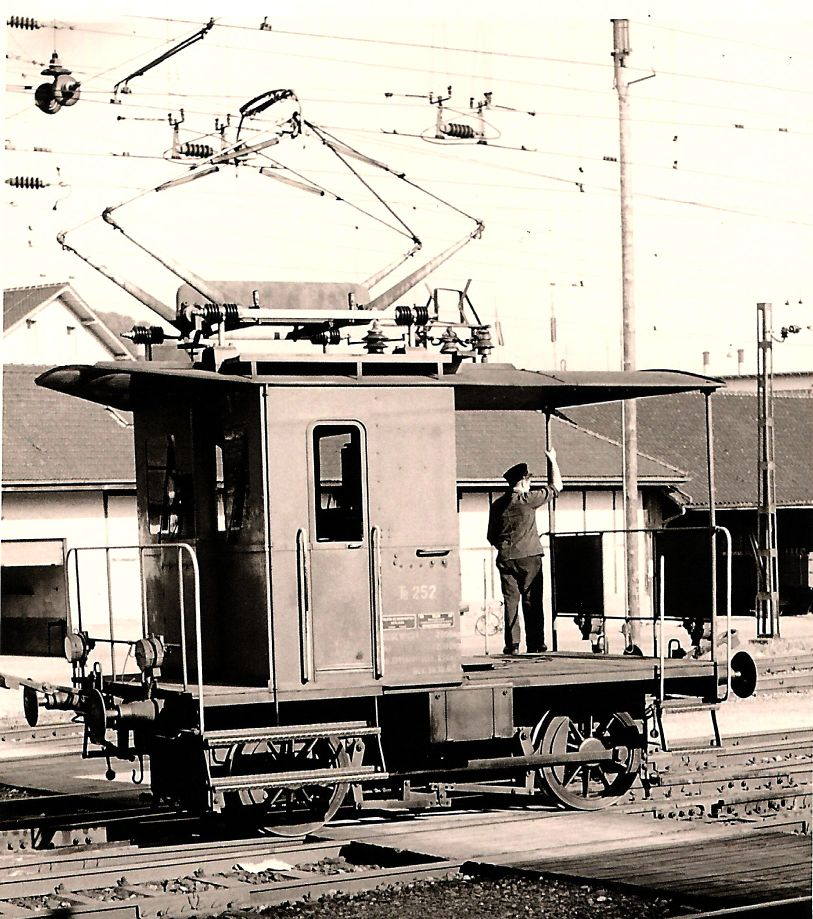
入換用のデッキ屋根延長タイプであるTe 252号機（後のTe^{I} 45号機）、1956年

スイス国鉄TeI形電気機関車(すいすこくてつTeIがたでんききかんしゃ)は、スイスのスイス連邦鉄道（SBB: Schweizerische Bundesbahnen 、スイス国鉄）で使用される入換用電気機関車である。

## 概要
スイスの国鉄では、1905年に交流15 kV·50 Hzで、1906年および1907年に交流15 kV·15 Hzでの電化の試験が行われたが、その後本格的な電化はベルン-レッチュベルク-シンプロン鉄道やレーティッシュ鉄道からは若干遅れて1919年のベルン - トゥーン間から本格的に始まり、1920年代には主要幹線について急速に電化が進んでいった。一方、主要駅における入換用の機関車についても従来は蒸気機関車が主力で、1910-20年代にF2/2 51形やEa2/2 32形といった蓄電池機関車が工事用なども兼ねて一部運用されている状況であったが、駅や操車場構内の電化の進展に伴い、1920-30年代以降入換用の機関車にも電気機関車が導入され始め、入換用の電気機関車であるEe3/4形やEe3/3形と並行して、より小型で、機関士ではなく入換要員が運転操作をする「入換用トラクター」に分類されるTeI形、TeII形、TeIII形機関車が導入されていた。入換用トラクターでは他のスイス機関車と異なり、I、II、III等の分類は形式別ではなく定格出力の分類に使用され、電気機関車ではTeI形は90 kW級、TeII形は120 - 140 kW級、TeIII形は250 kW級の分類となっており、入換用電気トラクターの最小クラスであるTeI形はいずれも基本構造が同一で、低圧タップ切換制御により最大牽引力36 kNを発揮する小形機であり、以下のシリーズが用意されていた。
- 入換用：TeI 1-43形（当初形式Te 151-193形）
- 入換用（デッキ屋根延長形）：TeI 44-60形（当初形式Te 251-267形）
- 事業用：TeI 951-963形（951-952号機は当初機番Te 911-912号機）
- 蓄電池兼用機：Tea 248-250形（当初形式Tea 51-53形、1977年に蓄電池を撤去しTeI 1-43形に編入）
- ディーゼル兼用機：TemI 251-275形（当初形式Tem 54-78形、別項で記述）

また、スイス国鉄唯一の1 m軌間の路線であったブリューニック線専用機として以下のシリーズが用意されている。
- 入換用：TeI 198-199形

このTeI 198-199形はブリューニック線が1942年に電化された際に、本線用のFhe4/6形ラック式荷物電車16機と同時に入換用として用意されたもので、標準軌用のTeI形と類似の形態ではあるが別設計となっており、低圧タップ切換制御により最大牽引力27.4 kNを発揮する小形機である。
本形式はいずれのシリーズの機体も車体、機械部分はSLMもしくはTuchschmid、電機部分、主電動機はMFOがそれぞれ製造を担当し、ロット毎の製造時機番、製造所、SLM製番、製造年、1963年の称号改正後機番は以下のとおりである。
- TeI 1-43形
  - Te 151-152 - SLM/MFO - 3613-3614 - 1936年 - TeI 1II-2II
  - Te 153-154 - SLM/MFO - 3640-3641 - 1937年 - TeI 3II-4II
  - Te 155-162 - SLM/MFO - 3708-3715 - 1939年 - TeI 5II-12
  - Te 163-171 - SLM/MFO - 3743-3751 - 1941年 - TeI 13-21
  - Te 172-183 - SLM/MFO - 3781-3792 - 1941年 - TeI 22-33II
  - Te 184-186 - SLM/MFO - 3857-3859 - 1944年 - TeI 34-36
  - Te 187-193 - SLM/MFO - 3908-3914 - 1945年 - TeI 37-43II
- TeI 44-60形
  - Te 251-256 - SLM/MFO - 3984-3989 - 1949年 - TeI 44II-49
  - Te 257-267 - Tuchschmid/MFO - 1954-56年 - TeI 50-60
- TeI 951-963形
  - Te 911-912→951-952（1944年） - SLM/MFO - 3752-3753 - 1941年 - TeI 951-952
  - Te 953-955 - SLM/MFO - 3863-3865 - 1944年 - TeI 953-955
  - Te 956-958 - SLM/MFO - 3931-3933 - 1945年 - TeI 956-958
  - Te 959-962 - SLM/MFO - 3990-3993 - 1949年 - TeI 959-962
  - Te 194→963（1953年） - SLM/MFO - 3915 - 1945年 - TeI 963
- Tea 248-250形
  - Tea 51-53 - SLM/MFO - 3868-3870 - 1944年 - Tea 248-250→Te248-250（1966年）→TeI 11II、38II、43III（1977年）
- TeI 198-199形
  - Te 198 - SLM/MFO - 3770 - 1941年7月11日 - TeI 198
  - Te 199 - SLM/MFO - 3758 - 1941年7月8日 - TeI 199

## TeI1-43形、44-60形、951-963形

### 車体
- 車体は長さ4380 mm、鋼材組立式の台枠上に後位側に長さ1550 mmの運転室を載せ、前位側を2345 mm、後位側を645 mmの床面木張りのデッキとして機材等の積載を考慮した形態をベースとして、TeI 1-43形はデッキ上に屋根が無く、TeI 44-60形は前位側デッキ端部まで屋根が延長された形態であり、事業用のTeI 951-963形は前位側車端部を正方形の窓を2箇所設置した妻壁面とし、デッキ側面には巻上式のカーテンを設置してクローズドデッキとした形態となっている。
- 運転室屋根上に大形のパンタグラフを1基を、その前位側に過電流保護用のフューズを搭載している。
- 運転室は切妻のシンプルなもので、両側面に乗務員室扉が、正面にはほぼ正方形の窓が2箇所設置され、運転室内の前位側に設置されたタップ切換器をハンドルで直接操作することで運転操作を行う。また、事業用のTeI 951-963形には線路工事時等に使用する溶接作業用の電源を供給するための給電口が設置されている。
- 機体のデッキ端部には手すりが設けられ、デッキ端部フェンスの下部左右2箇所と運転室（TeI 951-963形の前位側はデッキ端妻面）正面中央に1箇所の前照灯が設置されている。また、連結器は台枠取付のねじ式連結器で、緩衝器が左右に、フックとリンクが中央に設置されている。
- 塗装
  - 製造時は車体は濃緑色、屋根および屋根上機器、デッキや床下周りがダークグレーの塗装で運転室側面に機番のレタリングが黄色で入るものであった。なお、TeI 50-60号機は製造当初より車体は赤茶色であった。
  - 1950年代前半には車体が赤茶色、手すり類が黄色となり、その後1980年代後半には15、48号機の2機が新しいスイス国鉄の標準塗装に変更され、車体が赤で運転室横に"SBB"、"CFF"もしくは"FFS"のロゴとスイス国旗と矢印をデザインしたスイス国鉄のマーク、その下部に形式名と機番がそれぞれ白で入るものとなった。

### 走行機器
- 電気走行時の制御方式は低圧タップ切換制御で、運転室内に設置された8ステップのタップ切換器を直接手動で操作することで主電動機電圧をAC 50 V - 220 Vに制御することで運転操作を行い、主変圧器は自然冷却のものを台枠内動輪間の中央に設置している。
- 主電動機は1時間定格電圧175 V、出力90 kWのMFO製交流整流子電動機を1台搭載し、1時間定格牽引力14.5 kN、最大牽引力36 kNの性能を、ディーゼル走行時には1時間定格牽引力14.5 kN、最大牽引力31 kNの性能を発揮する。
- 台枠は板台枠で動輪2軸は軸距2600 mmで、車体中心から前位寄りに50 mmオフセットされており、動輪は直径950 mmのスポーク車輪、枕ばねは重ね板ばねである。
- 主電動機は前位側の動輪の内側に吊り掛け式に装荷されて歯車比1:7.42の1段減速で動力を伝達し、後位側の動輪にはサイドロッドで動力が伝達される。また、主電動機は後位側の動輪の後位側に設けられた送風機からダクトで送られた冷却気により強制冷却される。
- ブレーキ装置は手ブレーキのみを装備しており、運転室内のレバーおよびハンドルで前後の動輪の踏面ブレーキを作用させる。

### 改造
- 入換用として製造されたTe 194号機は1953年に事業用機に改造されてTe 963号機となり、後の称号改正によりTeI 963号機となっている。
- TeI 1-43形およびTeI 44-60形に対して1965年以降に順次手ブレーキの改良と空気ブレーキを追加する工事を行い、後位側のデッキに機器箱を、台枠の横部に空気タンクを設置している。
- このほか一部機体には緩衝器の強化型への交換が行われて全長が5870 mmとなったほか、機体によってはホイストクレーンなど各種機材の設置やTeI 1-43形のデッキ屋根延長など個別に改造が行われている。

### 主要諸元
- 軌間：1435 mm
- 電気方式：AC 15 kV·16.7 Hz 架空線式
- 最大寸法：全長5620 mm（緩衝器交換後5870 mm）、車体幅2758 mm、全高4430 mm（パンタグラフ折畳時）、屋根高3600 mm
- 動輪径：950 mm
- 軸距：2600 mm
- 自重：12 t（空気ブレーキ化後：13 t）
- 走行装置
  - 主制御装置：低圧タップ切換制御
  - 主電動機：交流整流子電動機×1台（1時間定格出力：90 kW）
  - 減速比：7.42
- 動輪周上出力：90 kW（1時間定格、於22 km/h））
- 牽引力：14.5 kN（1時間定格、於22 km/h）、36 kN（最大）
- 牽引トン数：270 t（平坦）
- 最高速度：60 km/h（自走）、65 km/h（被牽引）
- ブレーキ装置：手ブレーキ、空気ブレーキ（追設）

### 運行・廃車
- 製造後はスイス全国の主要駅に配置されて入換用および事業用として使用されている。なお、トラクターに分類される本機は本線の機関士ではなく、駅の入換要員や保守工事要員が運転操作を行っている。
- 老朽化の進行と最高速度が60 km/h遅いことから1981年に1機、1982年に2機が廃車されたのを手始めに、1980年代半ば過ぎから本格的に廃車が進み、1996年の31機を最後に全車が廃車となっている。なお、各形式毎の廃車年は以下の通り。
  - TeI 1-43形 - 1968年、1972年、1984年、1989 - 96年
  - TeI 44-60形 - 1983年、1987 - 96年
  - TeI 951-963形 - 1974年、1981 - 88年
- 廃車後は52、54、955号機がスイス南東鉄道[11]に、957号機がポン-ブラッシュ鉄道[12]に譲渡され、254号機は鉄道車両保存団体であるClub San Gottardoに譲渡されている。

## Tea 248-250形

### 車体・走行機器
- 車体はTeI 1-43形をベースとして前後のデッキ上に高さの低いボンネットを設置して蓄電池を搭載したものとなっている。また、車体塗装等もベース機と同一のものであった。
- 走行装置はTeI 1-43形をベースとして非電化区間では蓄電池電源によって走行するものとしたもので、架線からの電力で走行する際の性能はベース機と同一、蓄電池走行時には主電動機を直流直巻整流子電動機として使用する方式としている。

### 改造
- 1950年には本形式と同様の目的のディーゼル/電気兼用機であるTemI形が25機製造されて運行されるようになると、本形式は1977年に蓄電池および蓄電池走行関連の機器を撤去してTeI 1-43形に編入され、事故等で廃車となっていた11I、38I、43II号機の代替として11II、38II、43III号機となっている。

## Te^{I} 198-199形

ブリューニック線用のデッキ屋根延長タイプであるTe^{I} 199号機）

## TeI198-199形

### 車体
- 車体は標準軌用のTeI 44-60形と類似の構成で、台枠上後位側に長さ1700 mmの運転室を載せ、前位側を長さ2530 mm、後位側を740 mm、床面高さ1130 mmの木張りデッキとし、その上に車体全長に渡り屋根を設け、屋根上運転室上部分に大形のパンタグラフを1基を、デッキ上部分に過電流保護用のヒューズを搭載している。
- 運転室は切妻のシンプルなもので、両側面に乗務員室扉が、正面にはほぼ正方形の窓が2箇所設置され、運転室内の前位側に設置されたタップ切換器をハンドルで直接操作することで運転操作を行う。
- 機体両端のデッキ端部には手すりが設けられ、デッキ端部フェンスの下部左右2箇所と上部中央に1箇所の前照灯が設置されている。
- 連結器はピン・リンク式連結器で、+GF+式[13]自動連結器とも相互に連結できるものであった。
- 塗装はスイス国鉄時代末期には車体は赤、屋根および屋根上機器が銀、デッキや床下周りがダークグレーの塗装で運転室側面に機番とSBBのレタリングが白で入るものであった。

### 走行機器
- 制御方式はタップ切換制御で、運転室内に設置された8ステップのタップ切換器を直接手動で操作することで運転操作を行い、主変圧器は自然冷却のものを台枠内動輪間の中央に設置している。
- 主電動機は1時間定格電圧175 V、出力95 kWのMFO製交流整流子電動機を1台搭載し、1時間定格牽引力13.7 kN、最大牽引力27.4 kNの性能を発揮する。
- 台枠は板台枠で動輪2軸は軸距2600 mmであるが、車体中心から前位寄りに90 mmオフセットされており、動輪は直径900 mmのスポーク車輪、枕ばねは重ね板ばねである。
- 主電動機は前位側の動輪の内側に吊り掛け式に装荷され、後位側の動輪にはサイドロッドで動力が伝達される。また、主電動機は後位側の動輪の後位側に設けられた送風機からダクトで送られた冷却気により強制冷却される。
- ブレーキ装置は手ブレーキのみを装備しており、運転室内のレバーおよびハンドルで前後の動輪の踏面ブレーキを作用させる。

### 改造
- 1950、51年に連結器を+GF+ピン・リンク式自動連結器に変更しているが、当初は空気管は設置されていなかった。
- 1967年には手ブレーキの改良と空気ブレーキを追加する工事を行い、前位側のデッキに機器室を、台枠の左右横部に空気タンクを設置している。

### 主要諸元
- 軌間：1000 mm
- 電気方式：AC 11 kV·16.7 Hz 架空線式
- 最大寸法：全長5800 mm、全幅2600 mm、全高3880 mm（パンタグラフ折畳時）、屋根高3150 mm
- 動輪径：900 mm
- 軸距：2600 mm
- 自重：13.0 t
- 荷重：2 t
- 走行装置
  - 主制御装置：タップ切換制御式
  - 主電動機：交流整流子電動機×1台（1時間定格出力：95 kW、電圧：175 V（於25 km/h））
  - 減速比：5.308
- 牽引力
  - 牽引力：13.7 kN（1時間定格、於25 km/h）、27.4 kN（最大）
  - 牽引トン数：150 t（平坦）、30 t（12パーミル）、15 t（20パーミル）、10 t（26パーミル）
- 最高速度：60 km/h（自走、製造時50 km/h）、65 km/h（被牽引）
- ブレーキ装置：手ブレーキ、空気ブレーキ（追設）

### 運行・廃車
- ブリューニック線は全長74.0 km、高度差566 m、最急勾配120パーミルでルツェルン-インターラーケン間を結ぶ山岳路線であり、スイス国鉄の唯一の1 m軌間の路線であった。
- 製造後は198号機がヘルギスヴィール、199号機がアルプナッハ・ドルフの各駅で使用されており、1980年代にはザルネンとギスヴィールの各駅で入換用に使用されていたほか、粘着区間での区間小列車の牽引にも使用されていた。
- 現在では廃車となり、2両ともルツェルン駅構内に留置されている。

### 同形機
- 本機をベースとしてレーティッシュ鉄道[14]およびマッターホルン・ゴッタルド鉄道[15]に同形機があり、それぞれTe2/2 71-73形およびTe2/2形として3両と1両が使用されている。
- 形態、機構は本機と同一であるが、本機より全長が若干長く、電気機器がSAAS[16]製である、ギヤ比が7.25と大きく最高速度が30 km/hと低いなどの差異がある。